# Campionato africano maschile di pallacanestro 1997
Il 19º Campionato Africano Maschile di Pallacanestro FIBA si è svolto dal 25 luglio al 3 agosto 1997 a Dakar in Senegal. Il torneo è stato vinto dai padroni di casa.
I Campionati africani maschili di pallacanestro sono una manifestazione biennale tra le squadre nazionali del continente, organizzata dalla FIBA Africa, all'epoca AFABA.

## Squadre partecipanti
| Gruppo A                                                              | Gruppo B                              |
| --------------------------------------------------------------------- | ------------------------------------- |
| - Costa d'Avorio - Nigeria - Rep. Centrafricana - Senegal - Sudafrica | - Angola - Capo Verde - Egitto - Mali |

## Classifica finale
| Pos | Squadra            | V-P |
| --- | ------------------ | --- |
| 1   | Senegal            |     |
| 2   | Nigeria            |     |
| 3   | Angola             |     |
| 4   | Egitto             |     |
| 5   | Rep. Centrafricana |     |
| 6   | Mali               |     |
| 7   | Capo Verde         |     |
| 8   | Costa d'Avorio     |     |
| 9   | Sudafrica          |     |